# Саммер Рэй
Дэниель Моне (англ. Danielle Moinet, род. 28 ноября 1983 года) — американский рестлер, выступавшая в WWE под именем Саммер Рэй (англ. Summer Rae). До прихода в WWE работала моделью, а также играла в американский футбол за клуб «Чикаго Блисс» из Lingerie Football League.

## Ранняя жизнь
Моне родилась в пригороде Нью-Йорка — деревне Манхассет, в семье француза и британки. Она выросла в Роли, Северная Каролина, где училась в средней школе Энло, по окончании которой, поступила в Восточно-Каролинский университет в Гринвилле, Северная Каролина. В период учёбы в университете, Моне состояла в женском сообществе «Alpha Delta Pi».

## Футбольная карьера
Моне выступала за клуб «Чикаго Блисс» из Lingerie Football League (LFL) с 2008 по 2011 год. Играла на позиции корнербэка и была капитаном команды. 20 июня 2011 года она участвовала в матче всех звёзд LFL, проходившем в «Коллизее Коппс» в Гамильтоне, Онтарио. Этот матч стал последним в её карьере.

## Карьера в WWE

### Florida Championship Wrestling (2011—2012)
В ноябре 2011 года стало известно, что Моне подписала контракт с WWE и была отправлена в Florida Championship Wrestling. Дебют Моне на телевидении состоялся 18 декабря на одном из эпизодов FCW. Она появилась во время промо Авраама Вашингтона. Также некоторое время занимала должность ринг-анонсера. Вскоре она сменила имя на Саммер Рэй. 5 марта она попыталась вмешаться в бой между Сетом Роллинсом и своим новым клиентом Брэдом Мэддоксом, но ей помешала дебютировавшая на ринге Пэйдж.
11 марта на шоу FCW TV Рэй стала генеральным менеджером FCW. 15 марта она решила упразднить титул Королева FCW, таким образом последней обладательницей этого титула стала Ракель Диаз. Дебют Саммер на ринге состоялся 6 апреля на живом шоу FCW, когда она проиграла Софии Кортес в матче на выбивание «тройная угроза», в котором также принимала участие Пэйдж.

### NXT (2012—2014)
После роспуска FCW, Саммер перешла в 2012 году на арену NXT в качестве ринг-анонсера. 30 января 2013, на одном из эпизодов NXT, она напала на Пэйдж через ревность популярности и успеха Пэйдж. 13 февраля на эпизоде NXT, Пэйдж получила травму плеча во время драки с Рэй. После этого Пэйдж продолжала противостоять Рей, и в конце концов это противостояние перешло в матч один на один 1 мая на эпизоде NXT, где победила Пэйдж.
В июле 2014 года после долгого перерыва Саммер вернулась в NXT, где её бывшая партнёрша Шарлота уже выиграла титулы и стала главной дивой NXT, из-за это у них начался фьюд. 24 июля на NXT Шарлота победила Саммер Рэй в титульном поединке.

### Танцевальная партнёрша Фанданго (2013—2014)
Рэй дебютировала на шоу Raw 22 апреля 2013 года как танцевальный партнёр Фанданго. На шоу Крис Джерико напал на Фанданго и продолжил танцевать с Рэй. 26 апреля 2013 года она впервые появилась на шоу SmackDown, где сопровождала Фанданго, у которого был поединок против Джастина Гэбриеля. 13 мая Рэй вместе с Фанданго выступили против Джерико и участницы конкурса Dancing with the Stars Эдитой Сливинской. Во время танца Рэй подвернула лодыжку, однако впоследствии оказалось, что это была всего лишь уловка, чтобы отвлечь Джерико, на которого напал Фанданго. 25 октября Рэй попала в потасовку с Натальей, во время матча Фанданго с Великим Кали. Свой дебютный матч в WWE Рэй провела на шоу Hell in a Cell, где в команде с Фанданго она одержала победу над Натальей и Кали. Её сольный дебют состоялся уже следующим вечером, когда она проиграла в матче против Натальи. На следующей неделе она с Фанданго проиграли в командном матче против Натальи и Тайсона Кидда. 18 ноября на Raw Саммер участвовала в музыкальном конкурсе среди див, который закончился потасовкой между участницами шоу Total Divas и остальными дивами WWE. Позже на этом же шоу было объявлено, что на Survivor Series пройдёт командный матч на выбывание 7 на 7. На Survivor Series команда Total Divas победила остальных див. 19 декабря на шоу WWE Superstars Саммер победила Кейтлин. В начале 2014 года начался фьюд Фанданго и Саммер против Сантино Мареллы и Эммы. 24 февраля на RAW Эмма победила Саммер Рэй. 27 марта на WWE Superstars Эмма вновь победила Саммер. 6 апреля на Саммер Рэй дебютировала на Рестлмании ХХХ, в поединке 14 див за титул Чемпионки Див WWE, но победить не смога. На следующем Raw Сантино и Эмма вновь победили Фанданго и Саммер.

#### Различные альянсы (2014—н.в.)
8 апреля через социальные сети Фанданго расстался с Саммер Рэй, вскоре он стал выступать с Лейлой. 19 мая на RAW Саммер Рэй вернулась, и поцеловала Фанданго перед его матчем. На следующей неделе на RAW Саммер Рэй проиграла Еве Марии, после того как отвлеклась на Фанданго и Лэйлу. Последующее недели Саммер и Лейла атаковали друг друга за кулисами, и вскоре им был назначен матч на Money in the Bank (2014) с специальный рефери Фанданго, в этом поединке победу одержала Лейла.
В матче реванше на SmackDown! Лейла и Саммер объединились и атаковали Фанданго. 18 июля на SmackDown! Лейла и Саммер Рэй впервые выступили как команда в поединке против Пейдж и Эй Джей, но потерпели поражение. Последующее время Лейла и Саммер стали всячески поддерживать соперников Фанданго.
В июне Рэй оказалась втянутой в сюжетную линию Русева с его бывшим менеджером Ланой и Дольфом Зигглером, во время которой у неё начался роман с Русевым. 29 июня на шоу Raw оскорбила и ударила Лану, что привело к поединку между девушками. 6 июля Рэй и Русев вновь оскорбили Лану и Зигглера. Русев жестоко напал на своего оппонента, ударив того в горло. Позже было объявлено, что Дольф получил ушиб трахеи. После нескольких недель противостояния между девушками, 10 августа Русев приказал Саммер применить против Ланы свой любимый удушающий приём The Accolade. 17 августа прошло возвращение Дольфа, который помог Лане в её противостоянии с Русевым и Рэй. Это вражда привела к матчу между Русевым и Зигглером на SummerSlam, который закончился двойной дисквалификацией по отсчёту из-за вмешательства Лан и Рэй. После окончания поединка рестлеры начали драться друг с другом.

## Фильмография
| Год  | Название            | Роль              | Примечание   |
| ---- | ------------------- | ----------------- | ------------ |
| 2014 | Total Divas         | В роли самой себя | Главная роль |
| 2015 | Морской пехотинец 4 | Rachel Dawes      | Главная роль |

## В рестлинге
- Завершающий приёмы
  - Showstopper (Inverted leg drop bulldog)[31][32]
  - Summer Time (Spinning Hell Kick)
- Коронные приёмы
  - Corner foot choke[31][33]
  - Discus leg drop[34][35][36]
  - Dropkick[31][36][37]
  - Drop toe hold[36]
  - Guillotine choke DDT[31][33]
  - Hair-pull mat slam[31][33][37]
  - Indian deathlock[18][36]
  - Lotus lock[38]
  - Roll-up[31][33][36]
  - Snap DDT[31][36]
- Прозвища
  - «Миссис Фанданго»
  - «Первая леди NXT»[34][39]
- Менеджер рестлеров
  - Абрахам Вашингтон[7]
  - Брэд Мэддокс[9]
  - Фанданго[40]
  - Саша Бэнкс
  - Лэйла
- Музыкальные темы
  - «Way You Love Me» от Hollywood Music (6 апреля 2012 — 7 февраля 2013)
  - «So Cool (Instrumental)» от Kodiene (7 февраля 2013 — 20 февраля 2014)
  - «ChaChaLaLa» от Джима Джонстона (22 апреля 2013 — 7 апреля 2014; использовалась во время выходов с Фанданго)
  - «Rush of Power» от CFO$ (20 февраля 2014 — настоящее время)

## Титулы и достижения
- Wrestling Observer Newsletter
  - Худший матч года (2013) Total Divas (Наталья, Наоми, Кэмерон, Никки Белла, Бри Белла, Ева Мари и Джо-Джо) против Настоящих див (Эй Джей, Тамины, Кейтлин, Розы Мендес, Алишы Фокс, Аксаны и Саммэр Рэй) 24 ноября[41]